# Pioc de Núbia
El pioc de Núbia (Neotis nuba) és una espècie de gran ocell de la família dels otídids (Otididae) que habita semideserts i sabanes àrides des de Mauritània, cap a l'est, a través del centre del Sudan fins al Mar Roig.